# 楊守禮
楊守禮（1484年—1555年），字秉節，號南澗，山西承宣布政使司平陽府蒲州（今山西省永濟縣蒲州）民籍直隶保安州人，明朝政治人物。

## 生平
山西鄉試第五十六名，正德六年（1511年）辛未科会试二百九十三名，二甲五十八名進士。授戶部山東司主事，升戶部廣東司員外郎，正德十二年，外任河南按察司僉事。
正德十六年（1521年），任湖廣按察司僉事。嘉靖二年（1523年），任湖廣副使，設計擒公安賊魁。因事連坐，謫四川敍州通判。嘉靖七年，任四川成都府知府。嘉靖八年，升四川按察使司副使，兵備建昌。嘉靖九年，任陝西按察使。嘉靖十一年，改山東右布政使，同年轉左布政使。累升至都察院右副都御史，巡撫四川，與副將何卿平諸番作亂。當初其被貶敍州時，為僉事張文奎所辱。張文奎升任四川參議，恐與其有隙，率先將此事上奏。明世宗下詔命二人俱解職歸。
嘉靖十六年（1537年），楊守禮因工部尚書秦金等舉薦，起用為河南參政。嘉靖十七年，任浙江按察使；同年改四川右布政使，次年改山東左布政使。嘉靖十八年，再升為右副都御史，巡撫寧夏。當時固原寇亂，總督劉天和率眾擊退。叛軍遂欲從寧夏走，楊守禮與總兵任傑等一同擊退。恰逢劉天和還朝，晋升楊守禮為右都御史總督軍務。升兵部尚書，上疏乞休，帝惡其避難，降職兩級。同年秋，蒙古三萬騎抵綏德，遊擊張鵬擊退，總兵官吳英等追至塞外，東路參將周文兵亦至，夾擊擊退。但巡按御史殷學言，敵寇入內地五百里，請治諸將罪過。兵部商議延綏游兵俱調宣、大，寇軍陳我方避實擊虛，而我們卻能以寡勝眾，宜錄其功。於是加楊守禮為太子少保，殷學謫任外地。楊守禮尋機丁憂離去，俺答汗進攻京師時，廷臣首先舉薦楊守禮，因敵退沒有再實行。嘉靖三十四年十二月（1556年1月）卒。

## 家族
曾祖父楊謙；祖父楊瓘，曾任縣丞；父楊通，曾任通判。嫡母高氏；生母李氏。具庆下。兄守仁、守義、弟守智、守信、守廉、守潔。

## 延伸阅读
[在维基数据编辑]
 《明史卷二百》，出自《明史》
 《國朝獻徵錄·卷之五十七》，出自焦竑《國朝獻徵錄》